# Unitubulotestis maris
Unitubulotestis maris är en plattmaskart. Unitubulotestis maris ingår i släktet Unitubulotestis och familjen Didymozoidae. Inga underarter finns listade i Catalogue of Life.